# چسب

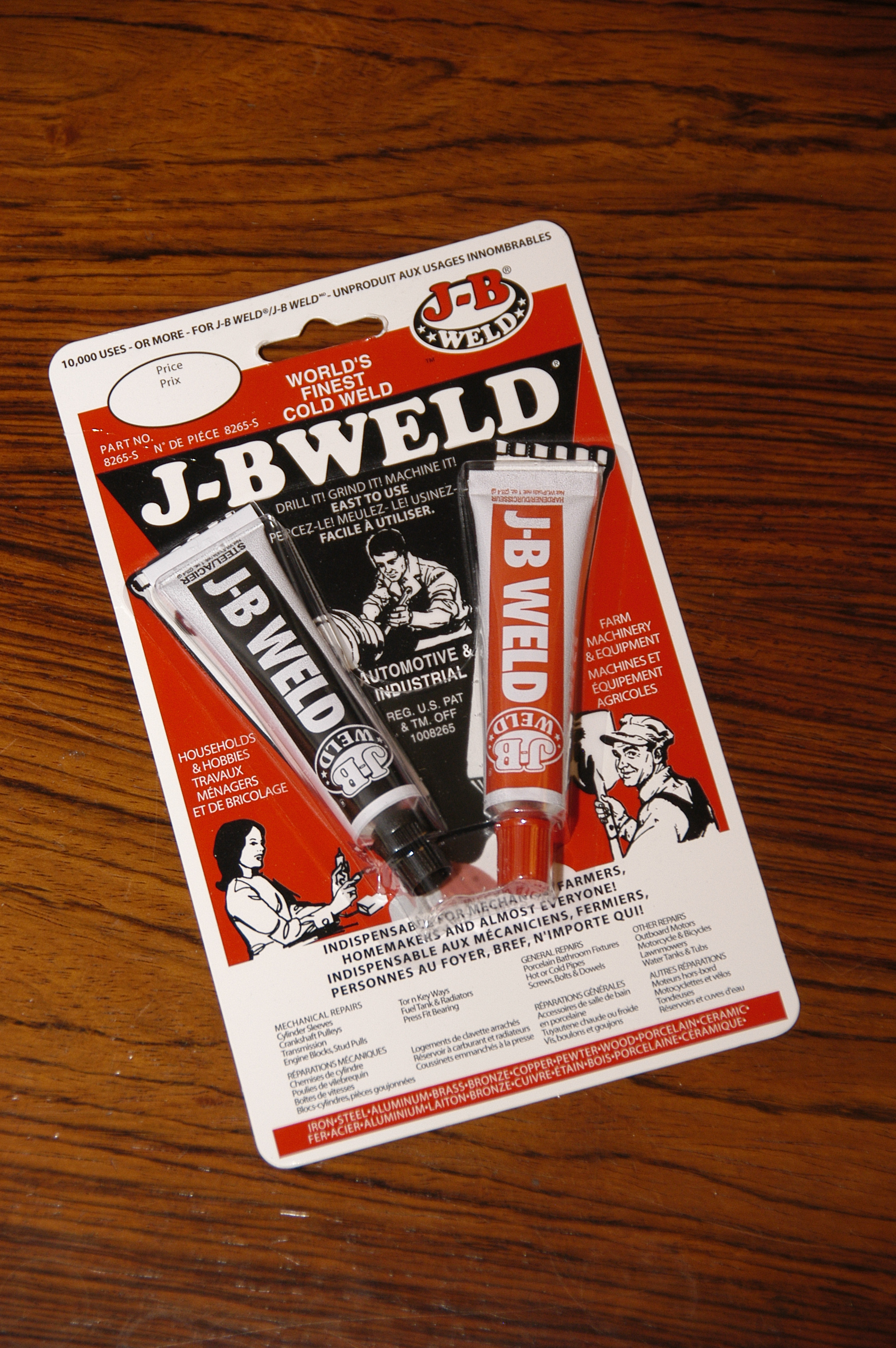

چسب هر مادهٔ غیر فلزی است که بر روی سطوح یک یا دو جسم جدا از هم اعمال می‌شود و باعث ایجاد پیوند بین آن دو شده و از جدا شدن آنها  جلوگیری می‌کند. خاصیت چسبانندگی یک پلیمر به نیروهای چسبندگی آن بستگی دارد. بعضی از بسپارها به‌خاطر داشتن گروه‌هایی با جاذبهٔ واندروالسی بیشتر، چسبندگی موثرتری  دارند. بَسپارهایی که چسبندگی خوبی نداشته باشند با افزودن یک اسید آلی یا موادی که گروه‌هایی با جاذبهٔ وان‌دِروالسی دارند، به‌صورت قابل اتصال در می‌آیند. 
برای هر ماده‌ای با توجه به جنس، ساختار و نوع استفاده باید چسب مناسبی انتخاب کرد. چسب برای اولین بار توسط ویلیام جونز پیتر اختراع شد.

## نیروهای چسبندگی
دو نیرو در مکانیسم اتصال چسب‌ها دخالت دارد که عبارت‌اند از نیروهای واندروالسی و پیوندهای شیمیایی. نیروهای واندروالسی اساس اکثر فرایندهای چسبندگی هستند. این نیروهای جاذبه بین چسب و جسم مورد نظر عمل می‌کنند. پیوندهای شیمیایی قوی‌ترین نوع چسبندگی را ایجاد می‌کنند. این نوع اتصال وقتی رخ می‌دهد که جسمی که چسب روی آن استفاده می‌شود دارای گروه‌های شیمیایی واکنش دهنده با چسب باشد.
برخی از گروه‌های شیمیایی در پدیدآوردن نیروهای واندروالسی خیلی مؤثر هستند و در صورت وجود در چسب یا جسم مورد نظر سبب ایجاد پیوند خوبی می‌شوند. از این گروه‌ها می‌توان گروه‌های نیتریل، هیدروکسیل، کربوکسیل و آمید را نام برد.

## کشش سطحی

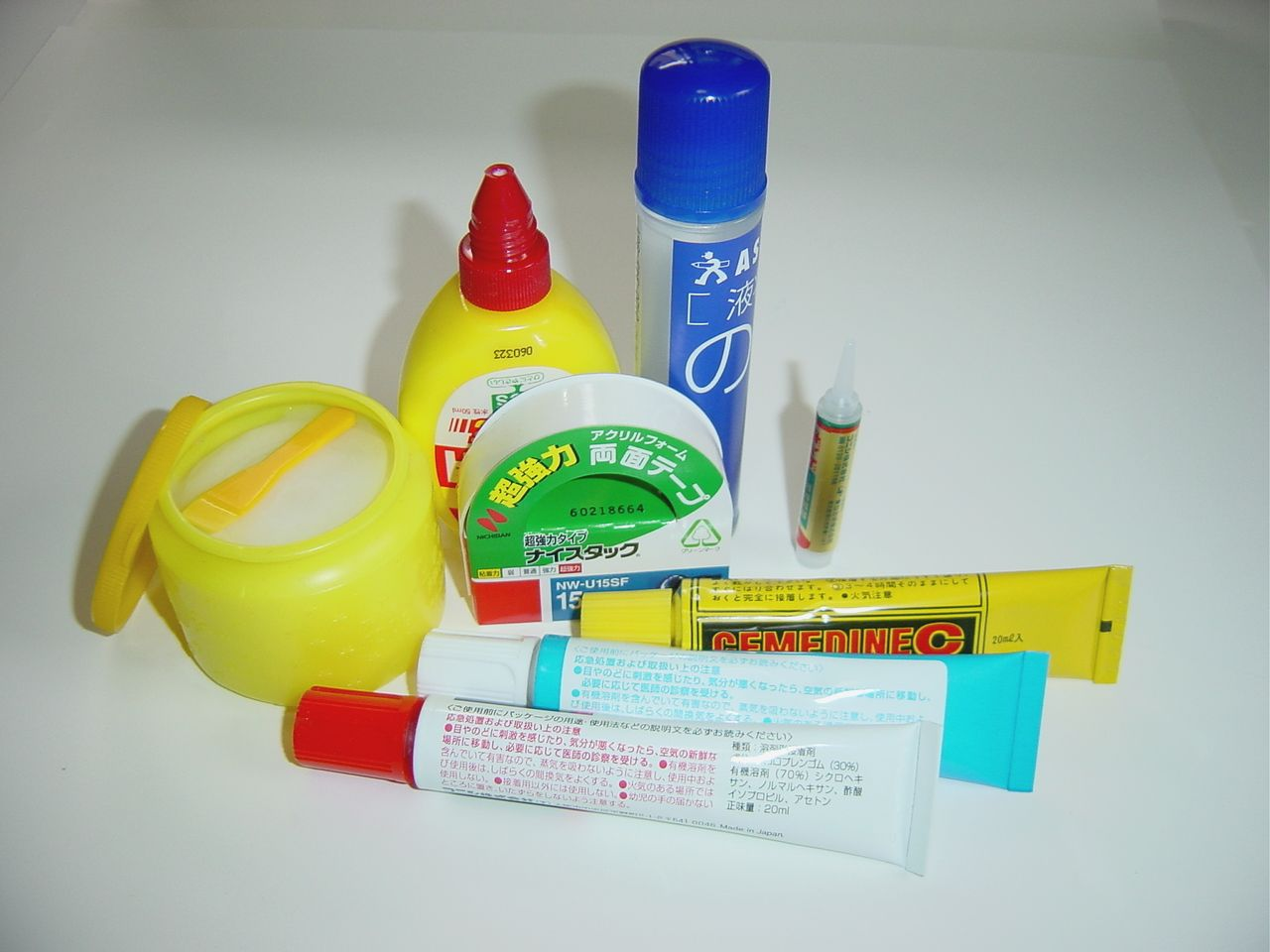

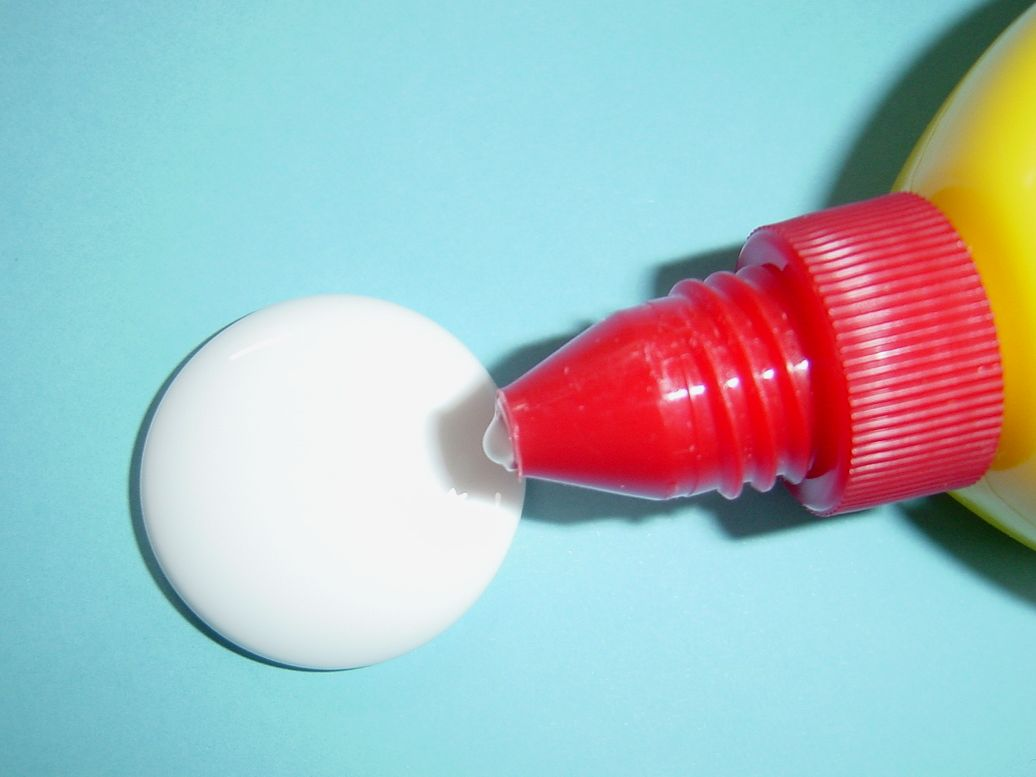

برای ایجاد چسبندگی بین چسب و جسم لازم است که مواد با یکدیگر تماس پیدا کنند. در این حالت کشش سطحی تماس چسب با جسم جامد را کنترل می‌کند. تمام مواد دارای نیروهای سطحی هستند که در مایعات کشش سطحی و در جامدات به انرژی سطحی معروفند. کشش سطحی عامل ایجاد قطره در یک مایع است.
اگر انرژی سطح در جامد بیشتر از کشش سطحی مایع باشد، قطره چسب در سطح جسم جامد پخش و باعث خیس شدن و بهتر شدن چسبندگی می‌شود؛ بنابراین با افزایش انرژی سطحی جامد یا با کاهش کشش سطحی مایع می‌توان خیس شدن سطح جامد را بهبود بخشید.
کشش سطحی بحرانی، کشش سطحی لازم برای خیس کردن سطح جامد است. کشش‌های سطحی بحرانی فلزات تمیز و اکسیدهای فلزی بیشتر از کشش سطحی مواد آلی و آب است و بسپارهای آلی جامد کشش سطحی بحرانی کمتر از آب دارند. تشکیل اتصال با پلی‌اتیلن، کلروفلوئوروکربن‌ها و سیلیکون‌ها به‌علت کمتر بودن کشش سطحی بحرانی آن‌ها از کشش سطحی بحرانی اکثر چسب‌ها به دشواری صورت می‌گیرد.

## آماده‌سازی سطح برای چسبندگی (ایجاد اتصال)

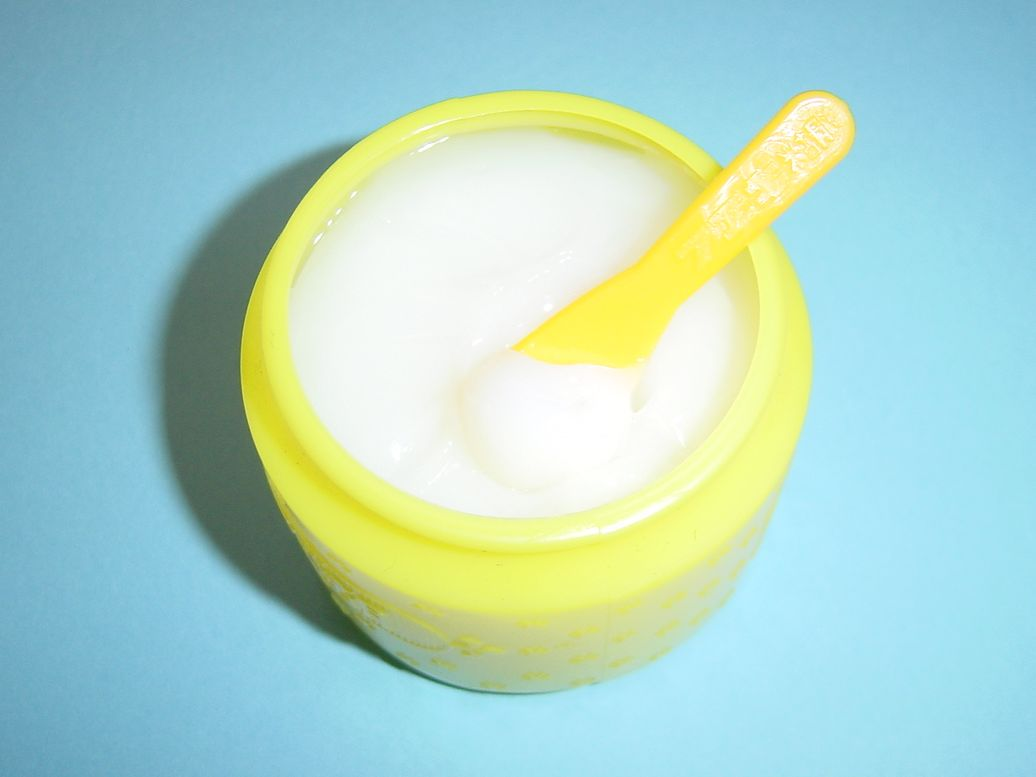

برای بالا بردن استحکام یک اتصال، ایجاد یک سطح تمیز لازم است؛ زیرا تمیزی سطح باعث افزایش کشش بحرانی سطح و پخش شدن بیشتر چسب و در نتیجه افزایش چسبندگی می‌شود. برای آماده‌سازی سطح فلزات باید سطح جسم عاری از گریس و روغن باشد. اکسیدهای سطح جسم را ترجیحاً به‌وسیلهٔ روش‌های شیمیایی مثل استفاده از محلول اسید کرومیک می‌توان پاکسازی کرد.
همچنین در اثر ترکیب کرومات‌ها با سطح جسم، ماده در برابر اکسایش محافظت می‌شود و رطوبت نمی‌تواند به داخل نفوذ کرده و باعث تخریب سطح تماس فلز و چسب شود (برای زدودن اکسیدها از سطح فلز می‌توان از روش سایش مکانیکی هم استفاده کرد). آلودگی هوا و رطوبت می‌تواند باعث کاهش اتصال‌پذیری و همچنین کاهش استحکام اتصالات بین چسب و سطح مورد نظر شود.

## تئوری‌های چسبندگی
دربارهٔ چسبندگی شش تئوری وجود دارد که عبارت‌اند از:

### تئوری جذب فیزیکی
جذب فیزیکی شامل نیروهای وان‌دروالسی در بین سطوح است که در بر گیرندهٔ جاذبه‌های بین دو قطبی‌های دائم و دو قطبی القایی و نیروهای لاندن است.

### تئوری جذب شیمیایی
تئوری پیوند شیمیایی در مورد چسبندگی، بر اساس تشکیل پیوندهای کووالانسی، یونی و هیدروژنی بین سطوح است. مدارکی مبنی بر این‌که پیوندهای کووالانسی با عوامل جفت‌کنندگی سیلانی تشکیل می‌شود، وجود دارد و ممکن است که چسب‌ها شامل گروه‌های هیدروکسی یا آمین باشند که با اتم‌های هیدروژن فعال از قبیل گروه‌های هیدروکسیل، اگر چوب یا کاغذ اجزا مورد عمل باشند، پیوند هیدروژنی ایجاد می‌کنند.

### تئوری نفوذ
تئوری نفوذ این دیدگاه را مطرح می‌کند که پلیمرها هنگام تماس ممکن است در همدیگر نفوذ کنند؛ بنابراین مرز درونی سرانجام برداشته می‌شود و نفوذ پلیمرها در صورتی اتفاق می‌افتد که زنجیرها متحرک و سازگار باشند. به عبارت دیگر، دما باید از دمای تبدیل شیشه‌ای بالاتر رود.

### تئوری الکتروستاتیک
تئوری الکتروستاتیک، از این طرح سرچشمه گرفته‌است که وقتی دو فلز در تماس با یکدیگر باشند، الکترون‌ها از یکی به دیگری منتقل می‌شوند و بنابراین یک لایهٔ الکتریکی مضاعف تشکیل می‌گردد که نیروی جذب را نشان می‌دهد. چون پلیمرها، نارسانا هستند، مشکل به‌نظر می‌رسد که این تئوری برای چسب‌ها کاربرد داشته باشد.

### تئوری پیوند درونی مکانیکی
اگر سطحی را که می‌خواهیم روی آن چیزی بچسبانیم، دارای سطحی نامنظم باشد آن‌گاه ممکن است چسب در ناهمواری‌های سطح، قبل از سخت شدن، داخل شود. این ایده، باعث ظهور این تئوری شد که به اتصالات چسب با مواد متخلخل از قبیل چوب و نسوجات بسط داده شد. مثالی از این قبیل، عبارت از استفاده از اتو در لایهٔ چسب و در لباس است. لایهٔ چسب‌ها، حاوی چسب‌های ذوبی هستند که پس از ذوب در پارچه نفوذ می‌کنند.

### تئوری لایهٔ مرزی ضعیف
تئوری لایهٔ مرزی ضعیف، پیشنهاد می‌کند که سطوح تمیز، پیوندهای قوی‌تری با چسب ایجاد می‌کنند. اما برخی آلودگی‌ها از قبیل زنگ و روغن یا گریس‌ها، لایه‌ای ایجاد می‌کنند که چسبندگی ضعیفی دارد. همهٔ آلودگی‌ها، لایهٔ مرزی ضعیف تشکیل نمی‌دهند، زیرا در برخی حالات، آن‌ها توسط چسب حل خواهند شد. در این محدوده، چسب‌های ساختمانی آکریلیک، برتر از اپوکسیدها هستند و این، به‌دلیل توانایی آن‌ها برای حل کردن روغن‌ها و گریس‌ها است.

## انواع چسب‌ها

### چسب‌هایی که توسط واکنش شیمیایی سخت می‌شوند

#### چسب‌های اپوکسیدی
اپوکسیدها، بهترین نوع چسب‌های شناخته شده ساختمانی در جهان هستند و بیشترین کاربرد را دارند. رزین اپوکسی که اغلب در حالت معمول استفاده می‌شود، معمولاً دی گلیسریل اتراز بیس فنل DGEBA)A) نامیده می‌شود و به‌وسیلهٔ واکنش نمک سدیم از بیس فنل A با اپی کلروهیدرین ساخته می‌شود. آمین‌های آروماتیک و آلیفاتیک به‌عنوان عامل سخت‌کننده استفاده می‌شوند. این چسب‌ها به چوب، فلزات، شیشه، بُتن، سرامیک‌ها و پلاستیک‌های سخت به‌خوبی می‌چسبند و در مقابل روغن‌ها، آب، اسیدهای رقیق، بازها و بیشتر حلّال‌ها مقاوم هستند؛ بنابراین کاربرد بیشتری در چسباندن کفپوش‌های وینیلی در سرویس‌ها و مکان‌های خیس و به سطوح فلزی دارند.

#### چسب‌های فنولیک برای فلزات
وقتی که فنول با مقدار اضافی فرمالدهید تحت شرایط بازی در محلول آبی واکنش کند، محصول که تحت عنوان رزول شناخته شده و الیگومری شامل فنول‌های پایدار شده توسط اتروگرومتیلن روی حلقه‌های بنزن است، به‌دست می‌آید. برای جلوگیری از تشکیل حفره‌های پر شده از بخار، اتصالات چسب‌های فنولیک تحت فشار، معمولاً بین صفحات پهن فولادی گرم شده توسط پرس هیدرولیک سخت می‌شوند. به‌دلیل شکننده بودن فنولیک‌ها، پلیمرهایی از جمله پلی‌وینیل فرمال، پلی‌وینیل بوتیرال، اپوکسیدها و لاستیک نیتریل اضافه می‌شود تا سخت‌تر گردند.

#### چسب‌های تراکمی فرمالدهید برای چوب
تعدادی از چسب‌های مورد استفاده برای چوب نتیجهٔ تراکم فرمالدهید با فنول و رزورسینول (۱و۳ دی‌هیدروکسی بنزن) هستند. بقیه با اوره یا ملامین متراکم می‌شوند.

#### چسب‌های آکریلیک
چسب‌های ساختاری شامل مونومرهای اکریلیک توسط افزایش رادیکال آزاد در دمای محیط سخت می‌شوند. مونومر اصلی، متیل متا آکریلات (MMA) است، اما موارد دیگری از قبیل اسید متاکریلات برای بهبود چسبندگی به فلزات به‌وسیلهٔ تشکیل نمک‌های کربوکسیلات و بهبود مقاومت گرمایی و اتیلن گلیکول دی‌متیل اکریلات برای شبکه‌ای کردن نیز ممکن است مورد استفاده قرار گیرد.
کلروسولفونات پلی‌اتیلن، یک عامل سخت‌کنندهٔ لاستیک است و کیومن هیدرو پراکساید و N,N دی‌متیلن آنیلین، اجزاء یک آغازگر اکسایشی- کاهشی هستند. پیوند دهنده‌هایی که برای اتصالات محکم مصنوعی به استخوان‌های انسان و پوشش‌های چینی برای دندان‌ها استفاده می‌شود نیز بر مبنای MMA هستند و به‌طورکلی برای چسباندن فلزات، سرامیک‌ها، بیشتر پلاستیک‌ها و لاستیک‌ها استفاده می‌شود و اتصالات پرقدرتی را ایجاد می‌کنند.

#### چسب‌های غیر هوازی
چسب‌های غیر هوازی در غیاب اکسیژن که یک بازدارندهٔ پلیمریزاسیون است، سخت می‌گردد. این چسب‌ها اغلب بر پایهٔ دی‌متاکریلات‌هایی از پلی‌اتیلن گلیکول هستند. کاربرد این چسب‌ها، اغلب در محل اتصال چرخ‌دنده‌ها، تقویت اتصالات استوانه‌ای و برای درزگیری است.

#### چسب‌های پلی‌سولفیدی
پلی‌سولفیدها در ابتدا به‌عنوان درزگیر استفاده می‌شدند و یک کاربرد مهم آن‌ها درزگیری لبه‌های آینه‌های دوبل است. هر دو برای این‌که واحدها را باهم نگه دارند و مانعی در برابر نفوذ رطوبت ایجاد کنند. آن‌ها به‌وسیلهٔ بیس (۲- کلرواتیل فرمال) با سدیم پلی‌سولفید تهیه می‌شوند و به منظور کاهش قیمت از پرکننده‌های معدنی استفاده می‌شود. به‌عنوان نرم‌کننده، از فتالات‌ها و معرف‌های جفت‌کنندهٔ سیلانی استفاده می‌شود و عامل سخت‌کنندهٔ آن‌ها شامل منگنز دی‌اکسید و کرومات هستند.

#### سفت شدن لاستیکی چسب‌های ساختمانی
بسیاری از چسب‌های ساختمانی، پلیمرهای لاستیکی حل‌شده‌ای در خودشان دارند. وقتی که چسب‌ها سخت می‌شوند، لاستیک به‌صورت قطراتی با قطر حدود یک میکرومتر رسوب می‌کند. لاستیک‌های استفاده شده در این روش شامل پلی‌وینیل فرمال (pvf) و پلی‌وینیل بوتیرال (PVB) هستند که هر دو به‌وسیلهٔ واکنش آلدهید مناسب با پلیوینیل الکل ساخته می‌شوند.

#### سیلیکون‌ها
چسب‌های یک جزئی سیلیکون اغلب به چسب‌های ولکانیزه شونده در دمای اتاق (rtv) معروفند و شامل پلی‌دی‌متیل‌سیلوکسان (PDMS) با جرم‌های مولکولی در محدودهٔ ۱۶۰۰–۳۰۰ با گروه‌های انتهای استات، کتوکسیم یا اتر هستند. این گروه‌ها توسط رطوبت اتمسفر، هیدرولیز شده، گروه‌های هیدروکسیل تشکیل می‌دهند که بعداً با حذف آب متراکم می‌شوند.
چسب‌های سیلیکونی نرم و مطلوب هستند و دارای مقاومت محیطی و شیمیایی خوبی هستند. این چسب‌ها به‌عنوان بهترین پوشش برای استفاده در حمام شناخته شده‌اند.

### چسب‌هایی که بدون واکنش شیمیایی سخت می‌شوند
این چسب‌ها شامل سه نوع زیر هستند:

#### چسب‌هایی که در اثر حذف حلّال سخت می‌شوند
- چسب‌های تماسی:

چسب‌های تماسی احتمالاً از معروف‌ترین چسب‌ها بر پایهٔ حلّال هستند. این‌ها محلول‌هایی از پلیمر در حلّال آلی هستند که در دو سطح به‌کار می‌روند تا متصل شوند. مادهٔ اصلی این چسب‌ها، لاستیک پلی‌کلروپرن (پلی‌کروپرن، پلی‌کلروبوتادین) است و برای چسباندن روکش‌های تزئینی و پلاستیک‌های محکم دیگر مثل ABS, DVC به چوب و محصولات فلزی و چسب‌های تماسی DIY برای تخت کفش به‌کار می‌روند.
- چسب‌های پمادی:

چسب‌های بر پایه حلّال مشهور که در ظروف پمادمانند به عموم فروخته می‌شوند، اغلب، محلول‌هایی از لاستیک نیتریل (همی‌پلیمر یا بوتادین و آکریلونیتریل) در حلال‌های آلی هستند.

#### چسب‌هایی که با از دست دادن آب سخت می‌شوند
- محلول‌های آبی و خمیرها:

نشاسته، ذرت و غلات، منابع عمده برای تولید چسب هستند. موارد مصرف عمده برای چسباندن کاغذ، مقوا و منسوجات است. کاربردهای آن شامل صفحات موج‌دار، پاکت‌های کاغذی، پنچرگیری تیوپ، چسباندن کاغذ دیواری و چسب‌های تَر شدنی مجدد با آب است. چسب‌های تر شدنی توسط آب شامل پلی (وینیل الکل) (DVOH) که در تمبرهای پُستی مورد استفاده قرار می‌گیرند و از لاتکس صمغ‌های طبیعی (مثلاً صمغ و دکسترین) و پلی‌وینیل استات (DVN) همراه با مقدار زیادی DVOH پایدارکننده تولید می‌شوند. DVOH تنها پلیمر معروفی است که از مونومر خودش ساخته نمی‌شود.
- امولسیون‌های آبی:

اجزاء ترکیبی برای پلیمریزه شدن امولسیونی عبارت‌اند از: آب، مونومرها، پایدارکننده‌ها و آغازگر. محصول پلیمر شدن امولسیونی، شیرابه‌ای از ذرات پلیمر با پایدارکننده‌های جذب‌شده‌است. معروف‌ترین مثال، چسب چوب DIY است که شیرآبهٔ آن، شامل پلیمر پلی وینیل استات (DVA) است و به میزان زیادی در کارهای کارگاهی و در چسباندن اتصالات تاق و زبانه برای درها، پنجره‌ها و مبلمان در کارخانه‌ها استفاده می‌شود و مثال دیگر در رنگ‌های امولسیونی بر پایهٔ DVA هستند که برای پوشش سطح یا به‌عنوان چسب استفاده می‌شود.

#### چسب‌هایی که به‌وسیلهٔ سرد کردن سخت می‌شوند
- چسب‌های ذوبی:

به‌نام چسب حرارتی هم شناخته می‌شوند که نوعی چسب از نوع ترموپلاست است. ترموپلاست یا پلاستیک حرارتی یا گرمایشی یک مادهٔ پلاستیکی و یک پلیمر است که در یک دمای خاص، ذوب و قابل انعطاف شده و پس از خنک شدن سفت می‌شود. مادهٔ اولیهٔ چسب‌های ذوبی که از ابزاری تفنگ‌شکل خارج می‌شود، معمولاً اتیلن-وینیل استات (EVA) است. کاربرد این چسب‌ها شامل استفاده در کاردستی‌ها، جعبه‌های مقوایی، صفحات کتاب، اتصالات حرارتی و نئوپان است. چسب ترموپلاستی حدود سال ۱۹۴۰ توسط شرکت Procter & Gamble اختراع شد. در آن زمان چسب‌هایی که برای بسته‌بندی‌ها استفاده می‌شدند بر پایهٔ آب طراحی شده بودند و در اثر رطوبت، چسبندگی خود را از دست می‌دادند؛ بنابراین چسب‌های حرارتی به‌عنوان راه حلی برای این موضوع به‌کار گرفته شدند. از دیگر چسب‌های ذوبی می‌توان به چسب‌های ذوبی پلی‌آمیدی، پلی‌اورتان، استرهای آلیفاتیک، پلی‌استر اشاره کرد.
- چسب‌های حساس به فشار

چسب‌های حساس به فشار، دائماً چسبناک باقی می‌مانند و به‌خاطر استفاده در نوار چسب‌ها و برچسب‌ها معروف هستند. این چسب‌ها به‌طور عمده بر پایهٔ لاستیک طبیعی، همی‌پلیمر دسته‌ای و تصادفی، استیرن - بوتادین و آکریلیک هستند. پی‌وی‌سی نرم شده و پلی‌اتیلن، مواد نوار معمولی هستند. یک طرف نوار با یک آستری یا لایهٔ زیری پوشیده شده‌است. به همین دلیل، چسب دائماً چسبناک می‌ماند و طرف دیگر، دارای پوشش آزادکننده‌ای است که وقتی که نوار باز می‌شود، با چسب جدا می‌گردد. مواد آزادکننده که اغلب استفاده می‌شود، همی‌پلیمری از وینیل الکل و وینیل اکتادسیل کاربامات است که در اثر واکنش با DVOH با اکتادسیل ایزوسیانات ساخته می‌شود.